# Eden (rivier)
De Eden is een rivier in het noordwesten van Engeland, die haar naam gaf aan het gelijknamige district.

## Loop
De Eden is 145 km lang. Ze ontspringt in Mallerstang nabij de heuvel Hugh Seat in de Yorkshire Dales in het uiterste zuidoosten van het graafschap Cumbria, vlak bij de grens met North Yorkshire. Aan de bron heet ze Red Gill en even verder Hell Gill Beck. Ze stroomt aanvankelijk naar het zuidwesten tot ze de Settle & Carlisle Line ontmoet. Dan stroomt ze als River Eden naar het noorden. Vanaf Kirkby Stephen stroomt ze naar het noordwesten door onder meer Warcop, Appleby-in-Westmorland, Langwathby, Wetheral en Carlisle. Voorbij Carlisle kruist ze de Muur van Hadrianus, waarna ze uitmondt in de Solway Firth, een inham van de Ierse Zee.

## Zijrivieren
De belangrijkste zijrivieren van de Eden zijn de Eamont die ten zuiden van Langwathby in de Eden uitmondt, de Irthing die uitmondt ten noorden van Warwick Bridge, en de Petteril en Caldew die in Carlisle uitmonden in de Eden.